# フンヒエップ県
フンヒエップ県（フンヒエップけん、ベトナム語：Huyện Phụng Hiệp / 縣鳳合）は、ベトナム社会主義共和国ハウザン省の県。面積は484.51km²、人口は194,609人（2019年）である。

## 行政区画
3市鎮12社から構成される。
- カイズオン市鎮（Cây Dương / 核陽）
- ブンタウ市鎮（Búng Tàu / 棒艚）
- キンクン市鎮（Kinh Cùng / 徑窮）
- ビンタイン社（Bình Thành / 平城）
- ヒエップフン社（Hiệp Hưng / 合興）
- ホアアン社（Hòa An / 和安）
- ホアミー社（Hòa Mỹ / 和美）
- ロンタイン社（Long Thạnh / 隆盛）
- フンヒエップ社（Phụng Hiệp / 鳳合）
- フオンビン社（Phương Bình / 方平）
- フオンフー社（Phương Phú / 方富）
- タンビン社（Tân Bình / 新平）
- タンロン社（Tân Long / 新隆）
- タンフオックフン社（Tân Phước Hưng / 新福興）
- タインホア社（Thạnh Hòa / 盛和）